# Uno di noi (singolo Giorgio Vanni)
Uno di noi è il venticinquesimo singolo del cantante e musicista italiano Giorgio Vanni, pubblicato il 18 ottobre 2024 da Sony Music Italy.

## Descrizione
Uno di noi è il primo singolo, nonché unico inedito, estratto dall'album omonimo. Stando a quanto dichiarato dall'artista, la canzone è stata scritta come una dedica per il pubblico. Questa celebra e racconta l’unione tra l'artista e il socio Max Longhi e il pubblico, come quello di una grande famiglia cresciuta insieme.  

## Tracce
Download digitale
Edizioni musicali Lova Music S.r.l..
1. Uno di noi – 3:32 (Max Longhi e Giorgio Vanni)

## Produzione e formazione
- Giorgio Vanni – produzione, voce solista
- Max Longhi – produzione e programmazione